# Suy tim
Suy tim (tiếng Anh: Heart failure) là hội chứng lâm sàng do biến đổi cấu trúc và/hoặc chức năng của tim do nhiều nguyên nhân bệnh học khác nhau. Hậu quả là tăng áp lực buồng tim và/hoặc giảm cung lượng tim khi gắng sức hay khi nghỉ. Biểu hiện lâm sàng là khó thở, suy mòn, phù, v.v. làm ảnh hưởng đến chất lượng cuộc sống của người bệnh một cách đáng kể. Bên cạnh dựa vào triệu chứng lâm sàng, chẩn đoán suy tim thường có sự hỗ trợ của các phương tiện cận lâm sàng như siêu âm tim, đo nồng độ peptide lợi niệu natri (BNP, NT-ProBNP) trong huyết tương, điện tâm đồ, v.v. Điều trị suy tim hướng đến ngăn ngừa tiến triển bệnh, cải thiện triệu chứng lâm sàng và cải thiện tỷ lệ tử vong. Để đạt được mục tiêu ấy, cần phối hợp nhiều phương pháp điều trị khác nhau.

## Định nghĩa và phân loại

### Định nghĩa
Hiện nay, có khá nhiều định nghĩa suy tim được đề xuất bởi các tổ chức, hiệp hội khoa học trên toàn cầu. Trong bài viết này, chúng tôi ưu tiên sử dụng định nghĩa được áp dụng phổ biến rộng rãi ở Việt Nam. Theo Định nghĩa và phân loại toàn cầu về suy tim (Universal definition and classification of heart failure) ban hành năm 2021, suy tim là một hội chứng lâm sàng với các triệu chứng và/hoặc dấu hiệu hiện tại hoặc trước đây do bất thường về tim về cấu trúc và/hoặc chức năng (được xác định bởi phân suất tống máu thất < 50%, buồng tim mở rộng bất thường, E/E′ >15, phì đại thất trung bình/nặng hoặc tổn thương tắc nghẽn hoặc trào ngược van trung bình/nặng) và được xác nhận bởi ít nhất một trong những tiêu chí sau: (1) tăng nồng độ peptide lợi niệu natri và/hoặc (2) bằng chứng khách quan về tình trạng sung huyết phổi hoặc toàn thân do tim bằng các phương tiện chẩn đoán như hình ảnh học (ví dụ như chụp X-quang ngực hoặc tăng áp lực đổ đầy bằng siêu âm tim) hoặc thăm dò huyết động (ví dụ như thông tim phải, đặt ống thông động mạch phổi) khi nghỉ ngơi hoặc khi có kích thích (ví dụ như hoạt động gắng sức).
| STT               | Triệu chứng cơ năng (Symptom) | Triệu chứng thực thể (Sign) | Nồng độ peptide lợi niệu natri trong huyết tương |
| ----------------- | --- | --- | --- |
| 1                 | Điển hình: khó thở, khó thở khi nằm, khó thở kịch phát về đêm, giảm khả năng gắng sức, mệt mỏi/uể oải, sưng mắt cá chân, không thể tập thể dục, phù các bộ phận khác trên cơ thể ngoài mắt cá chân, khó thở khi cúi người | Điển hình: tăng áp lực tĩnh mạch cổ, tiếng tim thứ ba, tiếng ngựa phi với tiếng tim Gallop S3 và S4; tim to, mỏm tim lệch; nghiệm pháp phản hồi gan-tĩnh mạch cổ dương tính; kiểu thở Cheyne–Stokes trong suy tim tiến triển | \| \| Khám bệnh (Ambulatory) \| Nhập viện/mất bù (Hospitalised/ Decompensated) \| \| ----------------- \| ---------------------- \| ---------------------------------------------- \| \| BNP (pg/mL) \| ≥ 35 \| ≥ 100 \| \| NT-ProBNP (pg/mL) \| ≥ 125 \| ≥ 300 \| |
| 2                 | Không điển hình: ho về đêm, thở khò khè, cảm giác chướng bụng, nhanh no sau ăn, chán ăn, suy giảm chức năng nhận thức, lú lẫn (đặc biệt ở người cao tuổi), trầm cảm, chóng mặt, ngất.                                     | Không điển hình: phù ngoại vi (mắt cá chân, vùng xương cùng, bìu), ran phổi, tăng cân không chủ ý (>2 kg/tuần), giảm cân (trong suy tim tiến triển) kèm theo teo cơ và suy mòn, tiếng thổi ở tim, giảm thông khí và gõ đục ở đáy phổi gợi ý tràn dịch màng phổi, nhịp tim nhanh, mạch không đều, thở nhanh, gan to/cổ trướng (báng bụng), chi lạnh, thiểu niệu, huyết áp kẹp | \| \| Khám bệnh (Ambulatory) \| Nhập viện/mất bù (Hospitalised/ Decompensated) \| \| ----------------- \| ---------------------- \| ---------------------------------------------- \| \| BNP (pg/mL) \| ≥ 35 \| ≥ 100 \| \| NT-ProBNP (pg/mL) \| ≥ 125 \| ≥ 300 \| |
| Ghi chú           | | | |
|                   | Khám bệnh (Ambulatory) | Nhập viện/mất bù (Hospitalised/ Decompensated) | |
| BNP (pg/mL)       | ≥ 35 | ≥ 100 | |
| NT-ProBNP (pg/mL) | ≥ 125 | ≥ 300 | |

## Các cơ chế thích nghi của tim
Trước khi bị suy, tim có nhiều cơ chế để bù trừ lưu lượng tuần hoàn nhằm đảm bảo lượng máu đến nuôi các cơ quan. Các cơ chế để bù trừ bao gồm:
- Tăng nhịp tim: là cơ chế nhanh và nhạy nhất để tăng lượng máu cung cấp cho các cơ quan khi có tín hiệu thiếu oxy hay giảm thể tích tuần hoàn. Tuy nhiên, tăng nhịp tim kéo dài có thể dẫn tới tim co bóp trong trạng thái rỗng, thiếu oxy nuôi tim, sinh ra chuyển hóa yếm khí và toan hóa[5] môi trường.
- Dãn sợi cơ tim: theo định luật Starling: "Độ dài sợi cơ tim trong một giới hạn nhất định tỉ lệ thuận với sức co của nó", tức là sợi cơ tim càng dãn dài thì lực co càng mạnh, lượng máu tống ra càng nhiều. Tuy nhiên, sự dãn quá mức gây mất trương lực và dẫn tới sức co giảm và gây suy tim.
- Phì đại cơ tim: là biện pháp cuối cùng để thích nghi với tình trạng thiếu máu đến tổ chức, sợi cơ tim phì đại để tăng lượng máu tống ra mỗi chu kì. Tuy nhiên, phì đại quá mức và kéo dài sẽ dẫn tới những hậu quả như dày nhĩ, dày thất và cuối cùng dẫn tới suy tim.

## Cơ chế bệnh sinh chung
Do hai cơ chế chính: thiếu oxy nuôi dưỡng các tế bào và Ca2+ không vào được tế bào dẫn tới co cơ kém.

## Phân loại suy tim

### Theo lâm sàng
- Theo mức độ:

+ Độ 1: chỉ khó thở khi gắng sức 

+ Độ 2: khó thở khi lao động nhẹ 

+ Độ 3: khó thở khi tự phục vụ nhu cầu bản thân 

+ Độ 4: khó thở ngay cả khi nằm nghỉ
- Theo diễn tiến: cấp và mạn
- Theo vị trí:

+ Suy tim trái: do lực cản ở vòng đại tuần hoàn quá nhiều (huyết khối, tắc mạch,...) hay quá tải thể tích máu xuống thất trái (hở van hai lá,...). Suy tim trái thường ảnh hưởng đến hô hấp. 

+ Suy tim phải: do lực cản từ động mạch phổi (tâm phế mạn, xơ phổi,...) hoặc tăng thể tích máu xuống thất phải. Thường ảnh hưởng đến hệ tĩnh mạch cửa và chủ bụng, gây phù,... 

+ Suy tim toàn bộ

### Theo rối loạn chuyển hóa
- Giảm sản xuất năng lượng: thiếu oxy, thiếu calci,...
- Giảm dự trữ năng lượng
- Không sử dụng được năng lượng

### Theo cơ chế bệnh sinh
- Do quá tải về thể tích và quá tải về áp lực: huyết khối, tắc mạch, hẹp hở van tim,...
- Do bệnh lý tại tim mạch: viêm màng ngoài tim, viêm cơ tim, rối loạn tạo nhịp,...
- Do bệnh lý ngoài tim mạch